# Kimmy Robertson
Kimmy Robertson est une actrice américaine née le 27 novembre 1954 à Hollywood, Californie (États-Unis). Elle est principalement connue pour son interprétation de Lucy Moran dans la série télévisée Twin Peaks.

## Biographie
Ballerine de formation, c'est finalement au cinéma qu'elle fait carrière.
Sa voix aiguë, presque enfantine, en fait une comédienne appréciée pour le doublage des dessins animés : Batman, Profession : critique, La Petite Sirène et Les Simpson. Elle a réalisé également le doublage de La Belle et la Bête (film, 1991) des studios Disney.

## Filmographie
- 1982 : The Last American Virgin (en) de Boaz Davidson (en) : Rose
- 1984 : Family Secrets (TV) : Mickey
- 1984 : Quoi de neuf docteur ? : Sarah Fitzpatrick
- 1989 : Chérie, j'ai rétréci les gosses (Honey, I Shrunk the Kids) : Gloria Forrester
- 1989 : Trust Me : Party Gal
- 1989 : My Mom's a Werewolf : Pedestrian
- 1989 : La Petite Sirène (The Little Mermaid) de John Musker et Ron Clements : Alana (voix)
- 1990 : Gravedale High (série télévisée) : Medusa (segment "Duzer") (voix)
- 1990 : Bill & Ted's Excellent Adventure (série télévisée) : Various Characters (voix)
- 1990 : Twin Peaks (série télévisée) : Lucy Moran
- 1991 : The Willies (en) de Brian Peck : Ride Operator
- 1991 : Panique chez les Crandell (Don't Tell Mom the Babysitter's Dead) : Cathy
- 1991 : La Belle et la bête (Beauty and the Beast) : Featherduster (voix)
- 1991 : Les contes de la crypte Saison 3, épisode 5 Tête d'affiche
- 1992 : Batman, la série animée (1992) :  Alice dans Mad as a Hatter
- 1992 : Battle in the Erogenous Zone (TV) : Tammy
- 1994 : Leprechaun 2 : Tourist's Girlfriend
- 1997 : Speed 2 : Cap sur le danger (Speed 2: Cruise Control) : Liza (Cruise Director)
- 1998 : Belle's Magical World (vidéo) : Fifi (voix)
- 1999 : Stuart Little : Spectatrice de la course
- 2004 : Anderson's Cross : Professeur #1
- 2017 : Twin Peaks (saison 3) :  Lucy Brennan

## Twin Peaks
Sur le tournage de l'avant-dernier épisode (28) de la série Twin Peaks, Kimmy Robertson improvisa une danse qui se termine par un saut avec atterrissage en grand écart. Tout le monde avait apparemment oublié que son personnage, Lucy Moran, était censée... être enceinte.